# Фридрих Карл фон Зайн-Витгенщайн
Фридрих Карл фон Зайн-Витгенщайн (на немски: Friedrich Karl zu Sayn-Wittgenstein-Berleburg; * 25 август 1726; † 4 април 1781) е граф на Зайн-Витгенщайн-Берлебург.

## Произход
Той е вторият син на граф Лудвиг Франц фон Зайн-Витгенщайн-Берлебург-Лудвигсбург (1694 – 1750) и съпругата му графиня Хелена Емилия фон Золмс-Барут (1700 – 1750), дъщеря на граф Йохан Кристиан I фон Золмс-Барут в Кличдорф (1670 – 1726) и Хелена Констанция, графиня Хенкел фон Донерсмарк (1677 – 1763).
Фридрих Карл фон Зайн-Витгенщайн умира бездетен на 54 години на 4 април 1781 г.

## Фамилия
Фридрих Карл фон Зайн-Витгенщайн се жени на 18 март 1765 г. за графиня София Фердинанда Хелена фон Зайн-Витгенщайн (* 21 август 1741; † 22 юни 1774), майка на пет сина, вдовица на Фридрих Карл фон Сайн-Витгенщайн (1703 – 1786), дъщеря на граф Карл Вилхелм фон Зайн-Витгенщайн-Берлебург-Карлсбург (1693 – 1749) и графиня Шарлота Луиза Хенкел-Донерсмарк (1709 – 1784). Те нямат деца.